# Винер-Нойдорф
Винер-Нойдорф (нем. Wiener Neudorf) — окружной центр в Австрии, в федеральной земле Нижняя Австрия. 
Входит в состав округа Мёдлинг.  Население составляет 8809 человек (на 31 декабря 2005 года). Занимает площадь 6 км². Официальный код  —  3 17 25.

## Политическая ситуация
Бургомистр коммуны — Христиан Вёрлайтнер (СДПА) по результатам выборов 2005 года.
Совет представителей коммуны (нем. Gemeinderat) состоит из 33 мест.
- СДПА занимает 16 мест.
- Партия UFO занимает 13 мест.
- АНП занимает 3 места.
- Партия SFWN занимает 1 место.